# Aleucanitis philippina
Aleucanitis philippina är en fjärilsart som beskrevs av Jules Leon Austaut 1880. Aleucanitis philippina ingår i släktet Aleucanitis och familjen nattflyn. Inga underarter finns listade i Catalogue of Life.